# Chelidonium binotatum
Chelidonium binotatum là một loài bọ cánh cứng trong họ Cerambycidae.